# Akasztó
Akasztó is een plaats (község) en gemeente in het Hongaarse comitaat Bács-Kiskun. Akasztó telt 3572 inwoners (2005).